# Pestoxanthodes
Pestoxanthodes is een geslacht van kreeftachtigen uit de klasse van de Malacostraca (hogere kreeftachtigen).

## Soort
- Pestoxanthodes sulcatus (Faxon, 1893)